# Juraj Križanić
Juraj Križanić, född omkring 1617 i Obrh vid Ribnik, död 12 september 1683 i Wien, var en kroatisk författare. Han har kallats "den förste store panslavisten".
Križanić studerade i Wien, Bologna och Rom och författade 1656 en skrift om den kyrkliga söndringen, Bibliotheca Schismaticorum universa. Under vistelsen i Florens 1657 fick han genom bekantskap med de ryska sändebuden Tjemodanov och Postnikov idén att resa till Ryssland för att verka för den slaviska enheten.
År 1659 kom Križanić över Lwów till Ukraina, som han beskrev i reseskildringarna Putno opisanic od Lewowa do Moswki och Besida ko Czerkasom w osobi Czerkasa upisana. Knappt anländ till Moskva, blev han 1661 för sin politiska frispråkighet skickad till Tobolsk, där han i nödtvungen landsflykt ägnade sig åt politiskt författarskap. 
Križanićs dels på latin, dels på kroatiska skrivna Politika utgavs 1859–60 av Pjotr Bessonov, De providentia Dei 1860 av densamme och hans slaviska grammatik av Osip Bodjanskij 1848 samt av Đuro Daničić (i "Rad jugoslavenske akademije") 1871. Dessutom författade han en skrift i dopfrågan, Ob svetom kreščeniju. 
Efter tsar Alexejs död (1676) återfick han friheten och återvände till Moskva. I sina högst märkliga skrifter utarbetade han en hel samhällslära, höll starkt på den ryska autokratin och på den slaviska enheten, ivrade för ekonomiska reformer, fördömde ryssarnas "främlingsmani" och svärmade för en försoning mellan den öster- och västerländska kyrkan på romersk-katolsk grund.